# 榎本らん
榎本 らん（えのもと らん、1987年12月12日 - ）は、日本のAV女優、ストリッパー。東洋ショー劇場所属。
ギャル系の作品を中心に出演した。

## 略歴
- 2007年- AVデビュー。
- 同年に東洋ショー劇場でストリップデビュー。

## 作品

### アダルトビデオ
2007年
- GLAMOROUS GIRL 東京エロかわ素人モデル RAN（6月1日、ワンズファクトリー）
- GAL CAMP（10月30日、ゴリラプロジェクト）共演:七瀬たまき
- 禁断のルームシェア II（11月2日、アウダースジャパン）共演:高瀬七海、水野美香、永瀬あき
- DOKIレズ 16（11月2日、アウダースジャパン）共演:水野美香、高瀬七海、永瀬あき
- トウキョー チャットアイ 〜トンデモアウトロー流出シリーズ〜（12月11日、プレステージ）他出演:花梨、りく、新垣すみれ、愛乃みく
- 淫乱スタイルGALS☆集団乱交（12月25日、kira☆kira）共演:飯島夏希、愛菜りな、長谷川なぁみ

2008年
- 東京GalsベロCity 13（2月5日、ドリームチケット）
- セクキャバレズ 6匹のレズ牝 濡れ乱れ快楽痴態（2月13日、アロマ企画）共演:瞳れん、春名えみ、星優乃
- レズ乱交 SP3（6月20日、アウダースジャパン）
- kira☆kiraフェラチオ学園祭（11月19日、kira☆kira）他多数出演
- AD太の撮影日誌 これがマジでリアルなAV現場だ!（12月16日、マキシング）他多数出演

2009年
- 実録！催眠誘導 まんぐりトランス生中出し（5月10日、光夜蝶）
- PLAY GIRL 06（6月19日、レアル・ワークス）他出演:RICA、あすかみみ
- 放課後わりきりバイト 10（7月17日、S級素人）
- 素人コギャルHEAVEN4時間NEO 12（8月6日、おかず。）オムニバス作品 他出演:星崎あんり、みついあんな、月嶋美唯
- トリプルGALの生中出しゴックン大乱交（12月19日、エムズビデオグループ）共演:ひなのりく、RUMIKA

2010年
- kira☆kira BLACK GAL SPECIAL 〜おじさんと王様ゲーム☆壮絶乱交PARTY〜（4月19日、kira☆kira）共演:桜庭ハル、愛音ゆう、桜りお
- ローリングフェラチオMASTER Vol.4（9月19日、kira☆kira）他多数出演